# Fantasea
Fantasea ist das erste Mixtape von der Rapperin Azealia Banks, welches am 11. Juli 2012, kurz nach der Veröffentlichung ihrer ersten EP 1991 veröffentlicht wurde. Das Mixtape wurde unabhängig von einem Label veröffentlicht und es steht zum kostenlosen Download frei.

## Hintergrund
Banks erwähnte das Mixtape zuerst am 10. Mai 2012 in einem Tweet, in dem sie schrieb, dass ihrer ersten EP 1991 im Mai kommen wird und ein „FANTASTIC mixtape“ im Sommer kommen wird. Am 30. Mai 2012 änderte Banks den Titel des Mixtapes von Fantastic zu Fantasea. Am 9. Juli 2012 veröffentlichte sie das Cover und sagte später, dass Fantasea 18 Tracks (15 Originale und 3 Remixe) enthalten wird. Später meinte sie ebenfalls auf Twitter, dass dieses Mixtape eine Art „erstes Album“ wäre und zum Test dafür dient.

## Veröffentlichung
Am 11. Mai 2012 veröffentlichte Banks den Song Jumanji als kostenlosen Download im Internet. Der Song wurde von Hudson Mohawke und Nick Hook produziert und ist der erste Song gewesen, welches auf das geplante Mixtape enthalten sein sollte. Ein zweiter Song, nämlich Aquababe, welcher von EPROM und Machinedrum produziert wurde, wurde am 13. Juni 2013 im Internet veröffentlicht. Vor der eigentlichen Veröffentlichung des Albums veröffentlichte Banks am 30. Juni 2012 noch den Song Nathan mit dem Rapper Styles P. Der Song wurde von Drums of Death produziert. Neptune wurde ebenfalls noch vor der Veröffentlichung des Mixtapes ins Netz gestellt. Der Song wurde am 10. Juli 2012 veröffentlicht und wurde mit Shystie aufgenommen. Am 27. September 2012 veröffentlichte sie ein Musikvideo zu dem Lied Luxury und am 11. November 2012 zu dem Song Atlantis.

## Kritik
Fantasea bekam sehr gute Kritik von Musikkritikern. Graeme Virtue von The Guardian schrieb, dass dieses Mixtape einen Künstler mit vielen Ideen zeigt und vorstellt und gab dem Mixtape vier von fünf möglichen Sternen. Spin gab dem Mixtape acht von zehn möglichen Punkten.

## Titelliste
| Nr.          | Titel                       | Produktion                | Länge |
| ------------ | --------------------------- | ------------------------- | ----- |
| 1.           | Out of Space                | Liam Howlett              | 2:34  |
| 2.           | Neptune (featuring Shystie) | Ikonika                   | 3:57  |
| 3.           | Atlantis                    | O/W/W/W/L/S               | 2:29  |
| 4.           | Fantasea                    | Machinedrum               | 4:29  |
| 5.           | Fuck Up the Fun             | Diplo, DJ Master D        | 2:25  |
| 6.           | Ima Read                    | Zebra Katz                | 1:02  |
| 7.           | Fierce                      | Drums of Death            | 3:14  |
| 8.           | Chips                       | O/W/W/W/L/S               | 3:48  |
| 9.           | Nathan (featuring Styles P) | Drums of Death            | 3:24  |
| 10.          | L8R                         | Machinedrum               | 2:42  |
| 11.          | Jumanji                     | Hudson Mohawke, Nick Hook | 2:55  |
| 12.          | Aquababe                    | EPROM & Machinedrum       | 3:45  |
| 13.          | Runnin’                     | Lunice                    | 3:30  |
| 14.          | Us                          | O/W/W/W/L/S               | 2:46  |
| 15.          | Paradiso                    | RRXL                      | 0:49  |
| 16.          | Luxury                      | Machinedrum               | 2:45  |
| 17.          | Azealia (Skit)              |                           | 1:03  |
| 18.          | Esta Noche                  | Munchi                    | 3:14  |
| 19.          | Salute                      | AraabMuzik                | 1:27  |
| Gesamtlänge: | Gesamtlänge:                | Gesamtlänge:              | 52:08 |

| Nr. | Titel       | Autor(en)     | Länge |
| --- | ----------- | ------------- | ----- |
| 18. | No Problems | Azealia Banks | 4:14  |

Die Lieder Esta Noche und Salute sind auf der Wiederveröffentlichung des Mixtapes nicht vorhanden.